# William Cornwallis
Sir William Cornwallis (10. února 1744 – 5. července 1819) byl britský admirál. U královského námořnictva sloužil od dětství (1755). Vyznamenal se ve válkách v koloniích a v Evropě, v roce 1799 dosáhl hodnosti admirála. Kariéru završil za napoleonských válek jako vrchní velitel v kanálu La Manche, poté odešel do výslužby. Jeho starším bratrem byl Charles Cornwallis, 1. markýz Cornwallis (1738–1805), který byl jedním z vrchních velitelů v Severní Americe za války proti USA.

## Životopis

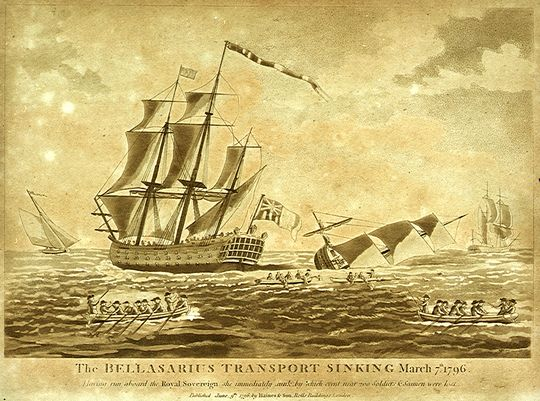
Křižník HMS Royal Sovereign, vlajková loď Williama Cornwallise v Indii

Pocházel ze starého šlechtického rodu Cornwallisů připomínaného od 14. století, narodil se jako čtvrtý a nejmladší syn Charlese Cornwallise, 1. hraběte Cornwallise (1700–1762), po matce Elizabeth (1703–1785) byl potomkem vlivné politické dynastie Townshendů a vnukem dlouholetého ministra zahraničí 2. vikomta Townshenda. Studoval v Etonu, do Royal Navy vstoupil v roce 1755 a s admirálem Boscawenem odplul do Severní Ameriky, kde se za sedmileté války zúčastnil obléhání Louisburgu, později pod admirálem Hawkem bojoval v bitvě u Quiberonu (1759). Poté sloužil ve Středozemním moři a v roce 1761 byl jmenován poručíkem, o rok později byl již komandérem (1762), po sedmileté válce dosáhl hodnosti kapitána (1765).[zdroj?]
Během války proti USA byl převelen do Karibiku a s admirálem Byronem se zúčastnil bitvy o Grenadu (1779), v níž byla poškozena jeho loď HMS Lion a stáhl se na Jamajku. U břehů Jamajky pak operoval následující dva roky a vedl další akce proti Francouzům. V roce 1781 se vrátil do Anglie, zúčastnil se obléhání Gibraltaru. Pak byl převelen zpět do Karibiku a v dubnu 1782 se pod admirálem Rodneyem zúčastnil několikadenní bitvy u Saintes, která odvrátila invazi Francouzů na Jamajku. Po pařížském míru (1783) několik let sloužil na královské jachtě. V listopadu 1788 v hodnosti komodora odplul na lodi HMS Crown do Indie, kde byl jmenován vrchním velitelem (jeho starší bratr Charles byl v té době indickým generálním guvernérem). V oblasti Indického oceánu setrval do roku 1794 a podnikal zde opět útoky proti Francii. Mezitím byl povýšen na kontradmirála (1793) a odplul do Evropy, kde se v Lamanšském průlivu zapojil do válek proti revoluční Francii. V roce 1794 dosáhl hodnosti viceadmirála. Proslul svými manévry v oblasti Brestu, byl nicméně postaven před válečný soud za neuposlechnutí rozkazů admirality, soud jej však zprostil obvinění (1796; jednalo se o odmítnutí převzetí velení na Barbadosu bez patřičného komfortu odpovídající hodnosti viceadmirála). V roce 1799 byl povýšen na admirála a během napoleonských válek řídil obranů jižního pobřeží Británie proti případné invazi ze strany Francie. V letech 1803–1806 byl vrchním velitelem v Lamanšském průlivu. Po skončení napoleonských válek obdržel velkokříž Řádu lázně (1815). Jako mladší syn hraběte užíval celý život titul Ctihodný (Honourable), jako nositel Řádu lázně začal užívat šlechtický titul Sir. U řadového námořnictva se těšil velké oblibě, patřil také k přátelům admirála Nelsona.
Kromě aktivní kariéry v námořnictvu byl také dlouholetým poslancem Dolní sněmovny. Nejdéle reprezentoval volební obvod Eye, malé městečko v Suffolku poblíž rodových statků (1768–1774, 1782–1784 a 1790–1807). V letech 1784–1790 byl poslancem za přístav Portsmouth. Poslední léta života strávil na panství Newlands v Hampshire, které si nejprve pronajal (1800) a později koupil.[zdroj?]
Jeho nejstarší bratr Charles Cornwallis, první markýz Cornwallis (1738–1805) byl generálem, neuspěl sice ve válce proti USA, později byl ale generálním guvernérem v Indii (1786–1793) a poté místokrálem v Irsku (1798–1801). Další bratr James (1743–1824) byl duchovním a dlouholetým biskupem v diecézích Lichfield a Coventry (1781–1824).[zdroj?]